# Inta
Pour l'institut de recherche aérospatial espagnol (INTA), voir Institut national de technique aérospatiale.
Inta (en russe : Инта́) est une ville de la république des Komis, en Russie. Sa population s'élevait à 28 491 habitants en 2014.

## Géographie
Inta est située à 234 km au sud-ouest de Vorkouta, à 666 km au nord-est de Syktyvkar et à 1 656 km au nord-est de Moscou.

## Histoire
Inta a été fondée en 1940 comme base d'une expédition géologique à la recherche de gisements de houille et de projets miniers. Inta s'est développée grâce à l'exploitation du charbon. Inta accéda au statut de commune urbaine en 1944 et au statut de ville en 1954. Pendant la période soviétique, un camp du Goulag se trouvait à Inta.

## Population
Recensements (*) ou estimations de la population
| 1959*  | 1970*  | 1979*  | 1989*  | 2002*  |
| ------ | ------ | ------ | ------ | ------ |
| 45 136 | 50 178 | 50 862 | 60 220 | 41 217 |

| 2006   | 2010*  | 2012   | 2013   | 2014   |
| ------ | ------ | ------ | ------ | ------ |
| 37 501 | 32 080 | 30 524 | 29 404 | 28 491 |

| 2017   | 2019   | 2021   | - | - |
| ------ | ------ | ------ | - | - |
| 26 271 | 24 878 | 20 271 | - | - |